# 金鉡星
金 鉡星（キム・リョンソン、朝鮮語: 김령성、1945年 - ）は、朝鮮民主主義人民共和国の政治家。6.15共同宣言実践北側委員会委員長、最高人民会議代議員などを歴任した。第5〜13回南北閣僚級会談北側代表団団長として南北閣僚級会談に参加し、韓国メディアから「会談紳士」と評価された。

## 経歴
1945年に咸鏡南道で生まれた。金日成総合大学朝鮮語文学部を卒業。1992年5月に南北経済共同委員会委員に任命され、同年7月には南北交流協力分科委員会委員に選ばれた。1993年には祖国平和統一委員会書記局第1局長に転じ、1999年には祖国統一汎民族連合北側本部副議長、民族和解協議会副会長、朝鮮アジア太平洋平和委員会参事などを兼任。2000年には南北首脳会談のための南北実務接触に北側首席代表として参加し、金大中大統領と金正日国防委員長の会談に出席した。
2000年には最高人民会議常任委員会参事、内閣責任参事に任命され、9月15日に第5回南北閣僚級会談北側代表団団長としてソウル特別市を訪問。李漢東首相が主催した晩餐会に参加し、洪淳瑛統一部長官との間で京義線の接続などについて議論した。以後、第13回南北閣僚級会談まで北側代表団団長を務め、2003年8月には最高人民会議第11期代議員に選出された。しかし、2004年から動静が途絶えた。2012年1月31日に開催された6.15共同宣言実践北側委員会総会に同委員会委員長として参加したことから、8年ぶりに公に姿を現した。しかし、2013年6月15日に開かれた6.15共同宣言実践北側委員会総会で同委員会委員長を解任された。

## 参考サイト
- 북한정보포털

| 先代安京浩 | 6.15共同宣言実践北側委員会委員長2012年 - 2013年 | 次代金完洙 |